# Xanthorhoe repentinata
Xanthorhoe repentinata är en fjärilsart som beskrevs av Walker 1862. Xanthorhoe repentinata ingår i släktet Xanthorhoe och familjen mätare. Inga underarter finns listade i Catalogue of Life.